# 學歷
学歷指的是一個人學習的經歷。注意学歷和学位是两个不同的概念。学位是一种称号，并非学习经历。在中国，学历是指人们在学校接受教育，并取得经中国教育部认可的文凭，通常是指个人获得的最高或最后的文凭。

## 學歷（學位）價值之争
部分人士主張學歷無用（嚴格上應該稱之為學位無用，但一般人錯用名詞），原因是有些人虽然没有学历但经过实践和自学，其知识和技能水平已经相当于或者超过有学历者。高學歷者只是考試制度下的機器，並不能真正了解社會的現實面；但在注重学历的社會風氣下，造成了职场、官场、貧富的差距，使得学历成为就业、招收公务员、选拔官员的门槛，就算擁有一技之長者，因为没有学历而無法大展身手，人们为了到达就业的学历要求，去就读一些专业，因为在学校教育中，学生被要学较多的课程，这无形中分薄了学习专业的时间，使得专业学得不深入，因为接受教育所消耗的时间，教育的时间长了，出来工作实践的时间少了，学生虽然取得了文凭，但专业技能水平却下降了。而且在很多情况下这些专业与所从事的职业并不对口，造成了教育资源的严重浪费。2025年4月北京协和医学院被媒体披露，于2018年用通识教育理论做借口，认为医生应该掌握除医学外更广泛的知识，推出临床医学博士培养项目“4+4”模式，即4年非医学本科教育+4年医学专业教育‌，引起通识教育与专才教育的争论，民众不认同称，不但浪费了前四年的本科学习，而且通过通识教育理论培养出来的医生医术不过关，该项目更被质疑，是为了权贵快速取得博士学位提供的捷径。

## 不良影响
在只注重学历的社会风气下，使到有才华和有才能，而没有学历的人屈才，中国女性择偶倾向于选择与自己学历相当或更高的伴侣，即使对方才华出众，仅因学历不足，便令女性连了解的意愿也欠奉。浮夸风盛行，用人单位只看重学历，在中国有用人单位要求应聘做保安的人要有硕士及以上学历。一些已经从事工作的在职人士或官场上的官员，虽然对工作已经驾轻就熟，但因为以前招工时没有这么高的学历要求，这些人被迫要求报读专升本、硕士、博士。因读书而分散用于工作的精力，所学的专业有些并非与工作对口，拿了文凭后工作能力不一定提高。企业招工，尤其是国家选拨官员时流于形式，看重文凭和求职者就读的学校在社会上的排名，这些学生被选拔为国家官员后，工作也常常与大学所学的专业不对口，形成了教育资源的浪费。
1999年大学扩招后，大学生大量增加，师资和学校资源跟不上，无奈之下，大学增加了很多不实用专业和培养成本低的专业，在文凭主义的作祟下，为了获得文凭，学生们不管专业实用与否，照样报读这些专业，浪费了教育资源和家庭的财力，也浪费了学生的精力和时间。
扼杀偏科生的才华，偏科生一些课程学得好，其他的课程学得差，在大学扩招前，学校怕影响升学率和上线率（某一个批次的录取控制线，如本科一批、本科二批或专科批等），劝偏科生不要参加高考，一些参加高考的偏科生，因为偏科的原因考不上大学，1999年大学扩招后，参加完高考的偏科生，为了进入大学获取文凭，迫于形势对专业进行调整，不能在大学继续学习自己擅长的专业，文凭主义变成了扼杀人才的工具。
学校教育课程非常多，为了使学生集中精力学习这些课程，为了不使专注课外非教程以外的学习，而影响文凭的获得。老师不鼓励课外学习非学校教育规定要学的东西，有些学生根据自己的需要学习教程以外的东西学得非常好，因而影响了在学校的学习成绩，而被老师和同学看不起，因为学校不鼓励课外学习非学校教育要学的东西，因而埋没了课外学习成才的可能，也埋没了人才。
一些中学为了上线率，重金收买优等生，吸引这些优等生在高三或者在临近高考时，转校到他们的中学，参加高考，待高考放榜后，纷纷通过媒体宣传他们的学校在高考中取得的傲人成绩，以提高这些中学在社会上的排名，这些做法造成了，破坏教育公平，扰乱正常的教育秩序，扭曲学生价值观等不良影响
社会上盛行文凭主义，过不了招工学历门槛的人，为了谋生，男的无奈加入黑社会，女的被迫当陪酒女或性工作者，这些没有学历要求的工作而没有相关学历的人并非都是学习成绩差的人，一些偏科生，因为偏科的原因过不了通识教育全面发展的关而不能获得所需的学历。
东方人的传统，父母希望儿女到留在自己的身边，享受天伦之乐，儿女接手家族企业，而大学校园往往远离家乡，学生毕业后有些留在外地发展，有些不愿意接手家族企业，有违东方传统价值观。
影响心理健康
在中国社会过分强调学历对学生前途的影响，父母为了不让子女输在起跑线上，催促子女学习，使得未有社会阅历的学生，心理压力异常大，失去了从童年到青年阶段应有的快乐，很多学生产生各种各样的心理问题。在为将来取得学历的高考制度下，高考决定了大学所学的专业，读哪一间大学，读大专还是读本科，每逢高考前，很多学生和家长出现了考前焦虑、失眠、注意力不集中等情况，心理门诊患者大增。
中國大學的學費急劇上漲，富有家庭的子女学习成绩如果不是很理想，要取得本科或以上的文凭，选择学费较高的民办学校、二加二（两年国内学习，两年国外留学）、出国留学。穷人家庭的子女，只能读学费比民办学校便宜的公办学校或非营利性公益慈善大学，虽然如此学费仍然難以承受。为交学费，在生活上尽一切可能节省开支，1999年后教育產業化引發的大學擴招，進而導致大学学历急剧貶值。穷人家庭的子女毕业后发现就业情况不如预期，而所交的学费占了穷人家庭的大部分开支，这种付出与收获不成正比，导致穷人子女心理上产生失落和不满。另一方面，许多高学历者在求职时抱有较高的期望，认为自己能够找到与其学历相匹配的高薪职位。然而在现实中，许多高学历者的专业技能与市场需求之间存在错位。市场对某些技能的需求不足，某些专业的毕业生供过于求，他们不得不接受低端工作，理想与现实的巨大落差导致这些高学历者长期处在精神内耗和情绪忧郁的状态。

## 矛盾现象
中国人自古强调读书对于日后实现个人功利目的的重要性“书中自有黄金屋，书中自有颜如玉”中国学校教育课程很多，而且课程设计往往脱离实际对于日后出来社会生活和工作学非所用，在中国社会只看重学历的情况下，不学这些课程又拿不到文凭就出现了“读书没有，文凭有用”的论调，由于课程太多而且不实用很多学生出现了厌学的情绪，学生间流行着只求获得文凭，不求学得深入的“六十分万岁”的口号。而在社会上，如果不为获得文凭而进行的读书和学习变得没有意义，变相削弱了人们读书的热情和积极性。
中国政府教育政策的“全面发展”和中国俗语“人无完人”的矛盾，中国教育政策强调全面发展，造成中国教育课程过多，造成学生学习压力大，就算顺利拿了文凭，由于学习内容分散导致学得不精，容易遗忘，民间流行一句话，“学的知识全部还给老师”在中国使用粤语的广府地区中，流行着这样的话【周身刀，冇张利】意思是：“全身都是刀，但没有一把是锋利的”。中国教育课程过多，导致学生没有一样知识学得精。中国中央电视台在1998年至2008年期间制作的与观众互动性节目《幸运52》常用小学的知识去考出来社会工作的成年人，相当多的成年人被小学的知识所难倒，知识不用则忘，可见知识荒废的严重性。

## 古今类似之处
魏晉南北朝時代，世族勢力強大，常影響中正官考核人才，所憑準則限於門第出身。於是造成「上品無寒門、下品無世族」的現象。民間人材不被朝廷录用，而士族子弟，经常标榜自己的门阀出身，炫耀自己的贵族身份。该现象的出现，慢慢形成了后来的郡望。
中国现代社会，用人单位，往往看重学历，尤其是选拨官员时，更加看重毕业学校的社会排名，使得有才能而没有学历的人无法发挥所长，而毕业于名校的人，或高学历者，经常标榜自己的毕业学校，或炫耀自己的高学历。

## 反思
对现代社会，文凭主义盛行，只看外在学历所带来的不良影响进行的反思。
|                 | 高学历不一定带来高工资！ 大学以上的学历目前的附加值已经不存在了！ |
| ——保羅·克魯格曼 |                                                                   |

特斯拉公司（Tesla）和太空探索技术公司（SpaceX）首席执行官。埃隆·马斯克（Elon Musk）说，“他招聘员工，不看重学历，而是员工的潜能。”
松下電子創辦人松下幸之助表示，讀書（为取得学历而读书）不比實際操作有用。
学历不等于能力，2023年加拿大政府意识到这一点，对于香港人移民，港人Stream B政策放寬，取消學歷要求，其目的就是，使得没有学历而又有一技之长的人不会被埋没
媒体分析
如果微软创始人比尔·盖茨，脸书创始人马克·扎克伯格，当年没有辍学而继续完全学业直到取得文凭，就没有今天的成就，他们看准时机，毅然辍学，用读书的时间去创业。

## 關聯條目
- 學位
- 學歷階段
- 教育社會學
- 學閥
- 學歷難民